# Eupithecia amplior
Eupithecia amplior är en fjärilsart som beskrevs av Fletcher 1958. Eupithecia amplior ingår i släktet Eupithecia och familjen mätare. Inga underarter finns listade i Catalogue of Life.